# Storkjove
Storkjove (Stercorarius skua) er en fugl i kjovefamilien. Den er kraftigt bygget, 50 til 58 cm lang og har en vingespændvidde fra 125 til 140 cm. Yngleområderne ligger på Island, i Norge, på Skotlands øer og på Færøerne, hvorfra navnet Skua stammer. Den lever som snylter på havfugle, og af havfugle dvs som rovfugl. Ligesom de andre kjover angriber den mennesker, der kommer for tæt på ynglekolonien. Vinteren tilbringer den på det åbne Atlanterhav. Storkjoven er den største af de fire kjovearter, der forekommer i Danmark,

## Kendetegn
På afstand virker den næsten ensfarvet brun bortset fra store brune felter i vingen både på over- og underside. Den flyver tungt og næbbet er groft og sort. Den kan variere i fjerdragten, men ikke så meget som andre kjover. De juvenile fugle kendes på at kroppen er mere jævntfarvet og vingefelterne lidt mindre og de kan derfor let forveksles med mellemkjove.

## Forekomst
Den yngler i Nordatlanten, i det nordlige Skotland, Island, Færøerne og så langt nordpå som Svalbard. De kan yngle i små eller større kolonier på høje klippeøer og højtbeliggende, fugtige kystheder.
De flyvefærdige unger tilbringer deres første vinter ud for Vestafrika og Brasilien. Næste sommer bliver de i nærheden af vinterkvarteret, men året efter søger de mod nord, hvor de kan ses helt op til Grønland og Ishavet.
De ikkeynglende unge storkjover kan oversomre i Skagerrak og Kattegat. Om efteråret kan de i et større antal ofte observeres langs Jyllands vestkyst.

## Storkjoven på Færøerne
I 1700-tallet fandtes arten ynglende i meget store kolonier. På Skúvoy indsamlede beboerne hvert år unger og voksne fugle, som var et eftertragtet supplement til det daglige brød.
Omkring 1890 indgik storkjovens næb som betalingsmiddel i næbtolden. En overgang var der kun fire par tilbage og først efter at de blev fredet er bestanden efterhånden genoprettet. I 1930 fandtes ca. 70 ynglepar, 1946 ca. 200 ynglepar, 1961 ca. 550 ynglepar. Efter at det intensive fiskeri af særlig makrel har ført til en stigende tobisbestand, er storkjovens antal på Færøerne stigende.
- Storkjove
- Storkjove
- Storkjove
- Storkjove
- Kjoveunge
- Museum specimen

## Ekstern henvisning og kilde
- Dansk Ornitologisk Forening

- Wikimedia Commons har flere filer relateret til Storkjove